# Konfliktualismus
Konfliktualismus je směr a oblast výzkumu v soudobé sociologii a politologii, zabývající se společenskými jevy a procesy z hlediska schématu konfliktu. Jako konflikt chápe každý střet ve společnosti, v němž se zúčastněné strany dostávají do vzájemného rozporu. Popisuje, modeluje a formalizuje konflikty mezi sociálními systémy, geografickými oblastmi, třídami a politickými stranami, mezi jednotlivci, mezi jednotlivcem a skupinou, dále konflikty v rodině, manželství generační konflikty a podobné.

## Kořeny
Konfliktualistická teorie vychází z učení německého filosofa a publicisty Karla Marxe. Základní myšlenkou je, že pokud existují nějaké sociální celky, pak vděčí za svou existenci neustálému střetávání jednotlivých sociálních subjektů v těchto útvarech.
Konflikt je nedílnou součástí společnosti. Již od raných společenství se setkáváme s konflikty mezi etnickými, náboženskými, zájmovými skupinami. Sociologové se však tímto tématem začínají intenzivněji zabývat ve 20. století, kdy konflikt začíná nabývat výrazně třídního charakteru. S postupem času vzniká konflikt i v jiných oblastech společenských vztahů. V 60. a 80. letech 20. století to byl například konflikt mezi příznivci neomezeného ekonomického růstu a ochránci přírody, nebo konflikt mezi tradičním pojetím vztahu mezi mužem a ženou, a feminismem. V globálním světě 21. století, se objevují konflikty mezi nadnárodními společnostmi, jako konflikt mezi zeměmi NATO a teroristickými skupinami, nebo mezi Světovou zdravotnickou organizací a nadnárodními tabákovými společnostmi.
Sociální konflikt lze považovat jak za krajně nebezpečnou záležitost, v podobě mezinárodních, rasových, náboženských, generačních, manželských či jiných konfliktů, tak i za „hybnou sílu dějin“ nebo „motor pokroku“.  
Obecně je dle učení marxismu i moderní sociologie velmi těžké určit, kudy hranice mezi konfliktem blahodárným a konfliktem vše zničujícím vede. Oba přístupy však tento fenomén vnímají kladně a tvrdí, že konflikt přispívá ke zdravému vývoji společnosti a zastávají názor, že potlačování konfliktu přispívá k umrtvování společenského života, stagnaci a hraničí s totalitarismem. Optimistický pohled na sociální konflikt má své opodstatnění jak teoretické, tak i historické či politické.
„Po historické stránce souvisí kladné oceňováni konfliktů s viděním světa, které se prosazovalo v minulém století v přímé souvislosti s přechodem od tradiční společnosti ke společnosti moderní.“

## Konfliktualistické paradigma
Vzniká v průběhu 50. let 20. století a předpokládá, že jakákoliv forma společenského soužití vyhovuje vždy pouze jedné části společnosti, ostatní jsou k účasti na daném sociálním řádu donuceni, i když to pro ně není zpravidla výhodné. Základním východiskem tohoto paradigmatu je neodstranitelná protikladnost zájmů. Teorie konfliktů se rozšířila hlavně v USA a je spjata se jmény sociologů jako jsou Lewis Coser, Charles Wright Mills a také Ralf Dahrendorf.
Konfliktualistické paradigma tedy vychází z dominance konfliktních vztahů. Tento neustálý konflikt je zdrojem dynamiky sociálního útvaru. Výraznou hodnotou, od které se toto pojetí odvíjí, je svoboda jednotlivce. Konflikt však není uvažován v rovině individuálních vztahů, neboť v tomto boji všech proti všem by se ztratil základní rozměr konfliktu a skutečnosti, které mají poznamenávat celkový charakter sociálního útvaru, by byly značně rozdrobené. Jako základní se proto uvažuje konflikt mezi velkými sociálními skupinami, ve kterých jsou důležité individuální zájmy zahrnuty v transformované podobě.